# Andriej Kurdiumow
Andriej Pietrowicz Kurdiumow (ros. Андрей Петрович Курдюмов, ur. 23 marca 1972) – radziecki i kazachski piłkarz grający na pozycji pomocnika i obrońcy.

## Kariera piłkarska

### Kariera klubowa
Kurdiumow grał w klubach istniejących w Kazachskiej SRR oraz Kazachstanie takich jak Szachtior Karaganda, Olimpia Ałmaty CSKA Ałma-Ata czy Montażnik Turkiestan. Pod koniec kariery grał w klubach rosyjskich, Zenicie Petersburg i Czernomorcu Noworosyjsk.

### Kariera reprezentacyjna
W reprezentacji Kazachstanu zadebiutował 11 kwietnia 1994 roku w meczu Pucharu Niepodległości Uzbekistanu przeciwko Tadżykistanowi. W reprezentacji rozegrał 10 spotkań.
| Mecze i gole w reprezentacji | Mecze i gole w reprezentacji | Mecze i gole w reprezentacji | Mecze i gole w reprezentacji | Mecze i gole w reprezentacji | Mecze i gole w reprezentacji | Mecze i gole w reprezentacji      |
| Kazachstan                   | Kazachstan                   | Kazachstan                   | Kazachstan                   | Kazachstan                   | Kazachstan                   | Kazachstan                        |
| Lp.                          | Data                         | Miasto                       | Przeciwnik                   | Gol                          | Wynik                        | Rozgrywki                         |
| ---------------------------- | ---------------------------- | ---------------------------- | ---------------------------- | ---------------------------- | ---------------------------- | --------------------------------- |
| 1.                           | 11.04.1994                   | Taszkent                     | Tadżykistan                  |                              | 1:0                          | Puchar Niepodległości Uzbekistanu |
| 2.                           | 13.04.1994                   | Taszkent                     | Uzbekistan                   |                              | 0:1                          | Puchar Niepodległości Uzbekistanu |
| 3.                           | 15.04.1994                   | Taszkent                     | Turkmenistan                 |                              | 0:0                          | Puchar Niepodległości Uzbekistanu |
| 4.                           | 27.12.1995                   | Kuwejt                       | Kuwejt                       |                              | 0:0                          | towarzyski                        |
| 5.                           | 29.12.1995                   | Rijad                        | Arabia Saudyjska             |                              | 0:3                          | towarzyski                        |
| 6.                           | 03.01.1996                   | Bejrut                       | Liban                        |                              | 1:2                          | towarzyski                        |
| 7.                           | 14.06.1996                   | Ałmaty                       | Katar                        |                              | 1:0                          | el. Pucharu Azji 1996             |
| 8.                           | 21.06.1996                   | Damaszek                     | Syria                        |                              | 0:2                          | el. Pucharu Azji 1996             |
| 9.                           | 05.07.1996                   | Doha                         | Katar                        |                              | 0:3                          | el. Pucharu Azji 1996             |
| 10.                          | 12.07.1996                   | Ałmaty                       | Syria                        |                              | 0:1                          | el. Pucharu Azji 1996             |